# Le Chefresne
Le Chefresne är en kommun i departementet Manche i regionen Normandie i norra Frankrike. Kommunen ligger i kantonen Percy som tillhör arrondissementet Saint-Lô. År 2018 hade Le Chefresne 303 invånare.

## Befolkningsutveckling
Antalet invånare i kommunen Le Chefresne
| Referens: INSEE |